# Ligne de Cherbourg à Urville-en-Hague
La ligne ferroviaire de Cherbourg à Urville-en-Hague est une ancienne ligne de chemin de fer française, se trouvant dans le département de la Manche. Elle reliait entre elles les localités de Cherbourg et Urville-Nacqueville. Elle permettait ainsi une traversée est-ouest du Nord Cotentin.

## Gares desservies
Voir schéma de ligne